# Лавінг (Нью-Мексико)
Лавінг (англ. Loving) — селище (англ. village) в США, в окрузі Едді штату Нью-Мексико. Населення — 1390 осіб (2020).

## Географія
Лавінг розташований за координатами 32°17′12″ пн. ш. 104°5′48″ зх. д. / 32.28667° пн. ш. 104.09667° зх. д. (32.286528, -104.096794).  За даними Бюро перепису населення США в 2010 році селище мало площу 3,03 км², з яких 3,03 км² — суходіл та 0,00 км² — водойми.

## Демографія
Згідно з переписом 2010 року, у селищі мешкало 1413 осіб у 487 домогосподарствах у складі 375 родин. Густота населення становила 466 осіб/км².  Було 541 помешкання (178/км²).
Расовий склад населення:
| - 63,5 % — білих - 2,5 % — корінних американців - 1,1 % — чорних або афроамериканців - 0,2 % — азіатів - 29,2 % — осіб інших рас |

До двох чи більше рас належало 3,4 %. Частка іспаномовних становила 77,2 % від усіх жителів.
За віковим діапазоном населення розподілялося таким чином: 29,3 % — особи молодші 18 років, 59,4 % — особи у віці 18—64 років, 11,3 % — особи у віці 65 років та старші. Медіана віку мешканця становила 34,9 року. На 100 осіб жіночої статі у селищі припадало 101,6 чоловіків;  на 100 жінок у віці від 18 років та старших — 95,1 чоловіків також старших 18 років.
Середній дохід на одне домашнє господарство  становив 50 976 доларів США (медіана — 34 519), а середній дохід на одну сім'ю — 50 602 долари (медіана — 33 194). Медіана доходів становила 45 625 доларів для чоловіків та 30 417 доларів для жінок. За межею бідності перебувало 20,0 % осіб, у тому числі 38,1 % дітей у віці до 18 років та 12,8 % осіб у віці 65 років та старших.
Цивільне працевлаштоване населення становило 647 осіб. Основні галузі зайнятості: сільське господарство, лісництво, риболовля — 27,8 %, освіта, охорона здоров'я та соціальна допомога — 20,9 %, роздрібна торгівля — 10,8 %, будівництво — 10,7 %.